# Buhla
Buhla település Németországban, azon belül Türingiában. Lakosainak száma 469 fő (2023. december 31.).

## Népesség
A település népességének változása:
| Lakosok száma | 497  | 493  | 470  | 472  | 469  |
|               | 2017 | 2019 | 2021 | 2022 | 2023 |